# 欧阳昌琼
欧阳昌琼（1963年12月—），湖南宁远人，汉族，中华人民共和国政治人物、第十二届全国人民代表大会湖南地区代表。
毕业于厦门大学。2013年，担任中国证券监督管理委员会机构监管部巡视员（主持工作）。2018年2月24日，当选为第十三届全国人大代表。2022年2月28日被任命为第十三届全国人民代表大会常务委员会副秘书长。